# 額顳葉失智症
额颞叶失智症( FTD ) 是一组累及额叶和颞叶的失智症 。 主要症状一般是行为或语言能力的改变。可能包括人格的改变、缺乏同情心、重复性行为、词汇量减少和语言理解能力下降 。这些症状早期缓慢出现并在数年内恶化。记忆和运动功能通常不受影响。
该病病因不明。风险因素包括痴呆症家族史、头外伤和甲状腺疾病 。病理机制涉及神经元的损失，特别是纺锤体神经元的损失 。额颞叶痴呆症有多种类型，其中三种主要的临床表型为行为异常型额颞叶痴呆 (bvFTD) ，语义性痴呆(svPPA) 和进行性非流利失语(nfvPPA)。后二者是原发性进行性失语症的两种亚型  。与额颞叶痴呆症相关的运动功能障碍疾病有进行性核上性麻痹、皮质基底节综合征和 FTD 伴肌萎缩侧索硬化症(FTD-ALS)。
额颞叶痴呆症没有特定的治疗方法。社会支持、行为治疗和言语治疗 等可以帮助管理额颞叶痴呆症的症状。一些药物， 包括SSRIs 、抗精神病药和加兰他敏也可能会改善症状。许多治疗方法正在研究中。诊断后的平均预期寿命为 7.5 年。
每年每十万40岁、50岁以及60岁人中，额颞叶痴呆症的新发病例分别是2人、3人 以及9人 。65 岁以下人群中的发病率仅低于阿尔茨海默病(AD)。 好发年龄是40 到 60 岁。男女发病概率相同。 1892 年阿诺德·皮克 (Arnold Pick) 首次描述了该病，因此额颞叶痴呆症最初被称为皮克病。目前皮克病专指行为异常型额颞叶痴呆 (bvFTD) 。